# Loud-03
Loud-03（ラウドスリー）は、Litz (Vo.) 、KURI (Vo. & Cho.) とTSUKASA (RAP) の3人組ダンスヴォーカルユニット。

## 来歴
以前、Little chip ktというダンスチームとして活躍してきたKURIとTSUKASAが、中学時代からボーカリストとして活動してきたLitzと出会い、2000年6月に3人でLoud-03を結成。渋谷、六本木、横浜周辺のクラブイベントや学園祭などで精力的な活動をする。2001年6月にGEEこと浅川真次と出会う。浅川真次は、アーティスト&プロデューサー：GTSとして活動する他にも、m-floなどのマネージメントオフィスであるARTIMAGEの代表取締役社長でもある。
その後、2001年10月24日にイーストウエスト・ジャパン（現在：ワーナーミュージック・ジャパン）よりデビューシングル『Just Boom』をリリース。この曲は鈴木あみや小柳ゆきを輩出した「kissmark」のCMのイメージソングでもあり、Loud-03も同CMに出演をしている。
Litz(りつ)は、2013年現在Litzとして作詞家・sound  producer作曲家
現在、数々のアーティストへの楽曲提供もしながら、自身もボーカル参加や
ナレーション、ラジオ、ジングルなどで活動。ボーカルディレクションや
他アーティストへのコーラス参加。として活動中。Kis-My-Ft2、E-girls、ジャニーズWEST、KARA、宇野実彩子（AAA）、映画Hight & Low、SUPER☆GiRLS、小野恵令奈、Cheeky Parade、後藤真希等への楽曲提供、コーラスやボーカルディレクションも行っている。代表作はE-girlsの“CANDY SMILE”、ケラケラの“スターラブレイション” 
<<WORKS>>
●J-wave　ジングル制作 (作曲,vocal)
●TBS スポーツ中継番組　「世界陸上」番組楽曲(vocal)
●SUPER☆GiRLS 
「NIJIIROスター☆」(作詞,作曲, chorus, co-director )
「THE ロッキュYOU★～キミがくれた証～」(作詞,作曲, chorus, co-director )
「虹色ダイヤ～スパガのテーマ～」(作詞,作曲, chorus, co-director )
「NIJIIRO涙。。。」(作詞,作曲, chorus, co-director )
「夕焼け空に、また明日。」(作詞,作曲, chorus, co-director )
●後藤真希「会いたい」(作曲)
●Dream「To you...」(作詞)
●RAINBOW「ゴシップガール」(作詞)
●KARA「Do It! Do It!」   (作詞)
●KARA「ドリーミンガール」  (作詞)
●SUPER☆ GiRLS
「プリプリ SUMMER キッス (作詞  co-director) avex
イトーヨーカドー「恋☆水着」のCMソング
●WISE feat 中村舞子
「そして世界が変わる」(作詞 ) UNIVERSAL  
魔法のiらんど原作ドラマ「そして世界は全て変わる」主題歌
●SEAMO「アイタイヒト」 (chorus) UNIVERSAL  
●小野恵令奈
「キミがいれば …」 (作詞 )waner music
「たからもの」(作詞 ) waner music
●KARA
「シェイク　イット　アップ」(作詞 ) UNIVERSAL MUSIC
KARA CMタイアップ クビレディ バランスチェア
●SUPER☆ GiRLS歌劇団「僕らの太陽」(作詞  ) avex
●MISONO
「いつまでも …テディベア」(chorus) avex
「セカンド seasonガール FRIEND」(chorus) avex
●Cheeky Parade「BUNBUN NINE'9」 (作詞) avex
●小野恵令奈「ヒミツ」(作詞) waner music
●E-Girls
「CANDY SMILE」(作詞) avex
UHA味覚糖「e-maのど飴」CMソング
●Cheeky Parade「片想いファクトリー」(作詞) avex
●ケラケラ「スターラブレイション」(作詞) UNIVERSAL MUSIC
フジテレビ木曜劇場『ラスト♡シンデレラ』主題歌
●Cheeky Parade「無限大少女∀」(作詞) avex
●Dream「Wanna Wanna Go」(作詞)avex
●Cheeky Parade
「宇宙飛行センセーション」
「恋テレポーテーション」
「年上コイモヨウ」(作詞)avex
●GEM「We're GEM!」(作詞・ chorus)avex
●ケラケラ
「マシュマロ」(作詞) UNIVERSAL MUSIC
TVアニメ『LINE TOWN』エンディングテーマ
●Cheeky Parade
「PiNPON MUSiC」 (作詞) avex
「LEFT or RIGHT...?」 (作詞) avex
●E-Girls
「E.G. Anthem -WE ARE VENUS」avex
NTT  DOCOMO「dヒッツ ～E-girls編～」CMソング (作詞) avex 
●SUPER☆GiRLS「花道!!ア～ンビシャス」(作詞) avex
●SUPER☆GiRLS
「アッハッハ！～超絶爆笑音頭～」(作詞) avex
ロッテリア 「3枚級挑戦キャンペーン」CMソング
テレビ朝日系『musicるTV』2014年5月度オープニングテーマ 
●KARA「ソー・グッド」(作詞) UNIVERSAL MUSIC 
●Kis-My-Ft2「Perfect World」 (作詞) avex
●Cheeky Parade「CANDY POP GALAXY BOMB!」(作詞) avex
●Cheeky Parade「キズナPUNKY ROCK」 (作詞) avex 
<<OTHERS>>
大阪芸術大学で絵画・グラフィック等を学び、
スワロフスキー社のクリスタルを使ったブリンクアートのスクールで、
日本ブリンクアーティスト協会(ＪＢＡＡ)より、
協会認定講師を得て、独立し個人でブリンクアートスクールを設立(銀座校・錦糸町校)
過去には、デジタルハリウッド・エンタテイメントのクリエイターとしてもデザインや絵本作りで活動。 
■au公式サイト EZwebで絵本掲載
■2008年スワロブランド「Crystal Due」を立ち上げ独立　www.crystaldue.com
■「SONY VAIO type P」 とコラボ　デザイン
■2009年にはデコスクールを銀座校、錦糸町校と開校し 200人以上の生徒を卒業させる。
■鈴木あみ 　ジャケ写デザイン 2010/07/21「BLOOMING mixed by DJ Ami Suzuki」
■鈴木あみ   2010 a-nation グッツデザイン
■鈴木あみ   オフィシャルHPデザイン
■トヨタ カローラフィールダー X“ 202 ” コラボ デコカー

## メンバー
- Litz（りつ）（Vo./2月9日 - ）大阪府出身
- KURI（Vocal&Cho./4月1日 - ）神奈川県出身
- TSUKASA（RAP/1月25日 - ）千葉県出身

## ディスコグラフィ

### シングル
1. Just Boom（2001年10月24日/AMCM-4576）
  1. Just Boom[4:17]
作詞：Loud-03／作曲：GEE・Ryuichiro Yamaki／編曲：Ryuichiro Yamaki
    - 「kissmark」CMソング

  2. moon[4:31]
作詞：Loud-03／作曲・編曲：Ryuichiro Yamaki
  3. Just Boom〜Groove That Soul Mix[6:54]
  4. Just Boom〜Original Back Track[4:16]
2. アプリシエ（2002年1月1日/AMCM-4569）オリコン85位
  1. アプリシエ[5:33]
作詞：Loud-03／作曲：GEE・Ryuichiro Yamaki／編曲：Hidaka Satoshi
    - 「kissmark」CMソング

  2. teary eyes[4:24]
作詞：Loud-03／作曲：Kenji Kusaka／編曲：Ryuichiro Yamaki
  3. アプリシエ〜R.Yamaki's Down Low Remix[4:37]
  4. アプリシエ〜Original Back Track[5:31]